# Christian Peter Wilhelm Beuth
Christian Peter Wilhelm Friedrich Beuth (né le 28 décembre 1781 à Clèves - décédé le 27 septembre 1853 à Berlin) est un homme d'État prussien

## Biographie
Depuis 1799, il est membre du Corps Guestphalia Halle (de).
Beuth a été un collaborateur aux réformes prussiennes. C'est à lui que l'on doit le renouveau industriel de la Prusse.
Il est enterré au cimetière de Dorotheenstadt à Berlin.